# How to Raise the Moon
How to Raise the Moon (deutsch Wie man den Mond aufsteigen lässt) ist ein deutsch-dänischer Kurzfilm von Anja Struck aus dem Jahr 2011. In Deutschland feierte der Film am 8. Mai 2011 bei den Internationalen Kurzfilmtagen in Oberhausen Premiere.

## Handlung
Der Schlaf und der Tod im Wettlauf um eine schlafende Frau. Stillstand, leblose Dinge, Kreisläufe und das Geheimnis um den Mond. Ein Experiment.

## Kritiken
„Inspiriert von unterschiedlichen kultur- und kunstwissenschaftlichen Strömungen schafft die Regisseurin eine atmosphärisch beunruhigende und dichte Assemblage mit ungewöhnlichen Bildern, deren Material aus einem reichhaltigen persönlichen Fundus rührt. Die Animation, in Schwarzweißbildern gehalten, ist sehr offen gestaltet, so dass zahlreiche Möglichkeiten der Interpretation und Gefühle möglich sind, die jedoch den Zuschauer mit einem Zweifel zwischen Gewissheit und Ungewissheit zurücklassen.“

„Inspiriert von unterschiedlichen kultur- und kunstwissenschaftlichen Strömungen schafft die Regisseurin eine atmosphärisch beunruhigende und dichte Assemblage mit ungewöhnlichen Bildern, deren Material aus einem reichhaltigen persönlichen Fundus rührt. Die Animation, in Schwarzweißbildern gehalten, ist sehr offen gestaltet, so dass zahlreiche Möglichkeiten der Interpretation und Gefühle möglich sind, die jedoch den Zuschauer mit einem Zweifel zwischen Gewissheit und Ungewissheit zurücklassen.“

„Die Regisseurin Anja Struck hat einen Kurzfilm gestaltet, der auch nach Kriterien zu bewerten wäre, welche für Werke der Bildenden Kunst gelten. Das heißt, der Film übersteigt den konventionellen filmästhetischen Bewertungsmodus. Dennoch kann sich auch für Nicht-Kunstexperten, also für normale aufgeschlossene Zuschauer, ein faszinierendes Filmerlebnis einstellen. Die auf Hell und Dunkel reduzierten Farben lenken den Fokus auf symbolisch angereicherte Zeichen. Quasi durch einen Guckloch-Rahmen wird der Betrachter in eine fantastische Sphäre mit rätselhaften Dingen geführt. Die Protagonistin liegt schlafend auf der Tastatur eines Klaviers. Es agieren ein Fuchs und ein Hase. Glocken erklingen, doch der erwartete Glockenton bleibt aus. Stattdessen ist ein Atemgeräusch hörbar. Eine Beethoven-Büste wirkt bedrohlich, da die Anatomie des Kiefers sichtbar wird. Mysteriöse Dinge ereignen sich. Hier scheint eine Muse (analog zu Goyas Capriccio ‚Der Schlaf der Vernunft gebiert Ungeheuer‘) zu schlafen und Fabelwesen werden zum Leben erweckt. Die unbelebte Welt wird vital. Ein Sphinx-ähnliches Wesen taucht auf. Wie in einer Manufaktur wird gewerkelt. Die Protagonistin gerät ins Schweben. Nachdem ein erdartiges Ei einer Puppe entnommen wurde, leuchtet ein kleiner Mond auf und das Geschehen erreicht einen finalen Wendepunkt. Die surreale Innenwelt wird verlassen und der Film endet in einem fantastischen Garten – vielleicht einem ‚totgesagten Park‘ (Stefan George). Dies waren auf die Schnelle generierte Sehresultate und erste Assoziationen, welche bei der Diskussion der Jury genannt wurden. Auf Deutungen wollten sich die Gutachter nicht einlassen, da die zahlreichen indexikalischen und ikonischen Zeichen nicht eindeutig zu dechiffrieren sind. Auch verdient der Kurzfilm eine mehrfache, wiederholte Betrachtung. Bei Werken der Bildenden Kunst ist es üblich, dass Erklärungen und Schlüssel zur Interpretation in Katalogen oder anderen Begleittexten bereitgestellt werden. Für die Rezeption des Kurzfilms ‚How to Raise the Moon‘ wäre analog zu Kunstausstellungen zusätzliches Informationsmaterial (z. B. Bonusmaterial auf einer DVD oder im Kino Handzettel mit einem Statement der Regisseurin) wünschenswert. Die Jury war von der künstlerischen Qualität des Kurzfilms sehr beeindruckt und votierte für das höchste Prädikat.“

## Auszeichnungen
Internationale Kurzfilmtage Oberhausen 2011
- Erster Preis des NRW-Wettbewerbs

Wettbewerb für Medienkunst der FIDENA 2011
- Kunstpiep

Deutsche Film- und Medienbewertung
- Prädikat „besonders wertvoll“